# Дитяче містечко «Казка»
Дитяче містечко «Казка» — дитячий парк розваг, розташований в центрі міста Миколаїв. Являє собою територію площею 2,5 га, де розміщені прогулянкові зони, атракціони, місце для вистав, ігрові майданчики, дерев'яне містечко, кам'яна фортеця, фонтани, декоративні об'єкти. 
Містечко відкрито 19 травня 1982 року. В 2009 році Дитяче містечко «Казка» було названо одним з «7 див Миколаєва».

## Історія
Дитяче містечко розташоване на місці колишнього міського ринку. Після спорудження Центрального ринку у 1957 році потреба в цьому ринку відпала. Спочатку дитяче містечко планували розмістити в мікрорайоні «Ліски», але згодом обрали ділянку в центрі Миколаєва, прийнявши аргументи дружини головного архітектора «Казки», Ольги Попової.
Головний архітектор і автор проєкту – Вадим Павлович Попов.
Дитяче містечко «Казка» споруджувалось методом так званого «народного будівництва», коли у будівництві, на добровільних засадах брали участь працівники підприємств міста та члени комсомолу. Проте головну роль у споруджені парку відіграв Чорноморський суднобудівний завод, що забезпечував будівництво будматеріалами, будівельниками та обладнанням.
Проєктні роботи для спорудження містечка розробляв місцевий відділ організації архітекторів «Гіпроград».
19 травня 1982 року дитяче містечко «Казка» відкрило свої двері для відвідувачів.

## Склад комплексу

### Основний склад
Спершу комплекс складався з кількох окремих тематичних зон, проте згодом був розширений атракціонами, тематичними і прогулянковими зонами, ігровим майданчиком. 
Архітектори розбили територію на дві зони. У зоні активного відпочинку розташувалися амфітеатр, дерев'яна фортеця та кам'яний замок. Також кілька атракціонів, ігровий майданчик і морська гавань. А в зоні тихого відпочинку – декоративний басейн із фонтанами, ландшафтні композиції, павільйон художньої та технічної творчості, тіньова галявина, «технічна» алея.

#### Павільйон і виставковий амфітеатр з ігротекою всередині
Амфітеатр входить до одних з перших споруд дитячого містечка. За словами головного архітектора, амфітеатр виник здебільшого з практичних цілей: треба було щось робити з підвальними приміщеннями колишнього м'ясного павільйону. Їх хотіли знести, але архітекторка Ольги Попова запропонувала розмістити в них ігрові автомати, а навколо – чашу амфітеатру.
Певний час амфітеатр прикрашало мозаїчне панно на казкову тему, проте згодом воно було демонтоване і замінене на барельєф.

#### Карусель «Лукомор'я»
Карусель з'явилася пізніше за всі інші основні об'єкти дитячого містечка. Вона являє собою скульптурну композицію за мотивами відомої казки О. С. Пушкіна, «Край лукомор'я дуб зелений»: по центру розташований великий дуб, оповитий ланцюгом, по якому йде кіт-вчений. Довкола розміщені декоративні човни-лебеді.

#### Морська бухта і корабель «Буян»
В якості центральної композиції головним архітектором було обрано зробити парусний корабель як символ кораблебудування Миколаєва. Однак коли архітектор передав креслення до художнього фонду, фахівці висловилися проти ідеї зробити центральною композицією копію вітрильника «Святий Миколай» – першого судна Інгульської верфі. Аргументували тим, що вітрильники залишилися далеко у минулому, а молоде покоління потрібно націлювати на майбутнє, тобто на космічні кораблі. Відкривши конкурс макетів, втратили півроку часу, але проект Попова переміг.
За час свого існування корабель не один раз міняв назву: «Святий Миколай», «Червоні вітрила», «Грін», «Буян», «Щастя». Корабель будував Чорноморський суднобудівний завод.
Поруч з бухтою також розміщено два декоративних кам'яних маяка.

#### Середньовічний замок
Кам'яний замок було зведено оскільки будь-яка казка пов'язана з оповитим тайною замком. Біля входу стоїть лицар, а на даху раніше стояв Карлсон, який згодом зруйнувався. Замок споруджували робітники будівельно-монтажного управління № 6 тресту «Миколаївелібуд». Фортецю проектували як комплекс пов'язаних сходами цегляних веж. Всередині певний час розміщувалася кімната кривих дзеркал. 
Окрім казкових персонажів на замку також розміщуються кілька металевих чеканих панно.

#### Дерев'яне містечко
Задля спорудження містечка архітектори Вадим і Ольги Попови здійснили поїздки на Соловецькі острови та острів Кижі поблизу Петрозаводська. Музей російської дерев'яної архітектури просто неба вразив миколаївців, і, повернувшись, створили дерев'яну фортецю у стилі слов'янських хаток із палісадом.

#### Планетарій
За словами головного архітектора, початково планетарій хотіли відкрити в одному з шатр, подарованого Азербайджаном дитячому містечку, проте згодом його розмістили в іншому павільйоні біля головного входу в «Казку».

#### Паровоз «Кукушка»
Паровоз став подарунком Одеської залізниці. У радянські часи встановлення пам'ятників-літаків, танків, поїздів було широко поширене по всій території країни. Як один із таких експонатів, паровоз хотіли встановити на Привокзальній площі біля старого залізничного вокзалу. Але оскільки охорони там не було, а район увечері пустельний, побоювалися, що машину розламають.
Тоді Ольга Попова переконала міську владу встановити паровоз у «Казці». Оскільки містечко вже працювало, щоб його вкотити, довелося розібрати паркан.

### Додаткові об'єкти
Окрім основних тематичних місць містечко також має окремі об'єкти-витвори мистецтва. Об'єкти постійно змінюються, проте можна відмітити постійні, серед них:
- скульптура Івана Дурника і коника-стрибунця (скульпторка І. В. Макушина, 1988[5]);
- тематичні фонтани з дельфінами;
- сонячний годинник;
- зменшена модель миколаївської вежі Шухова.

Галерея
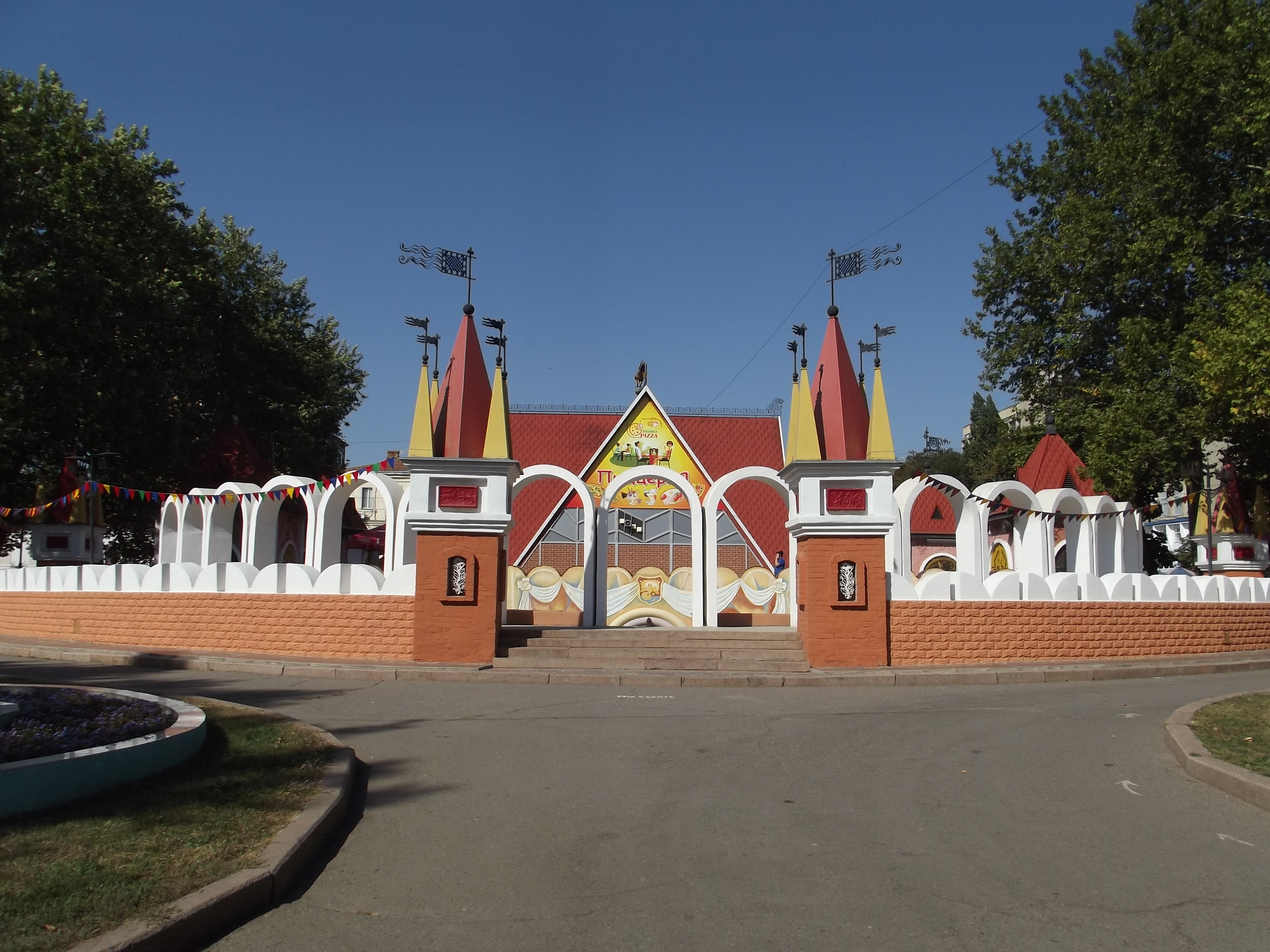
Казковий амфітеатр, загальний вид
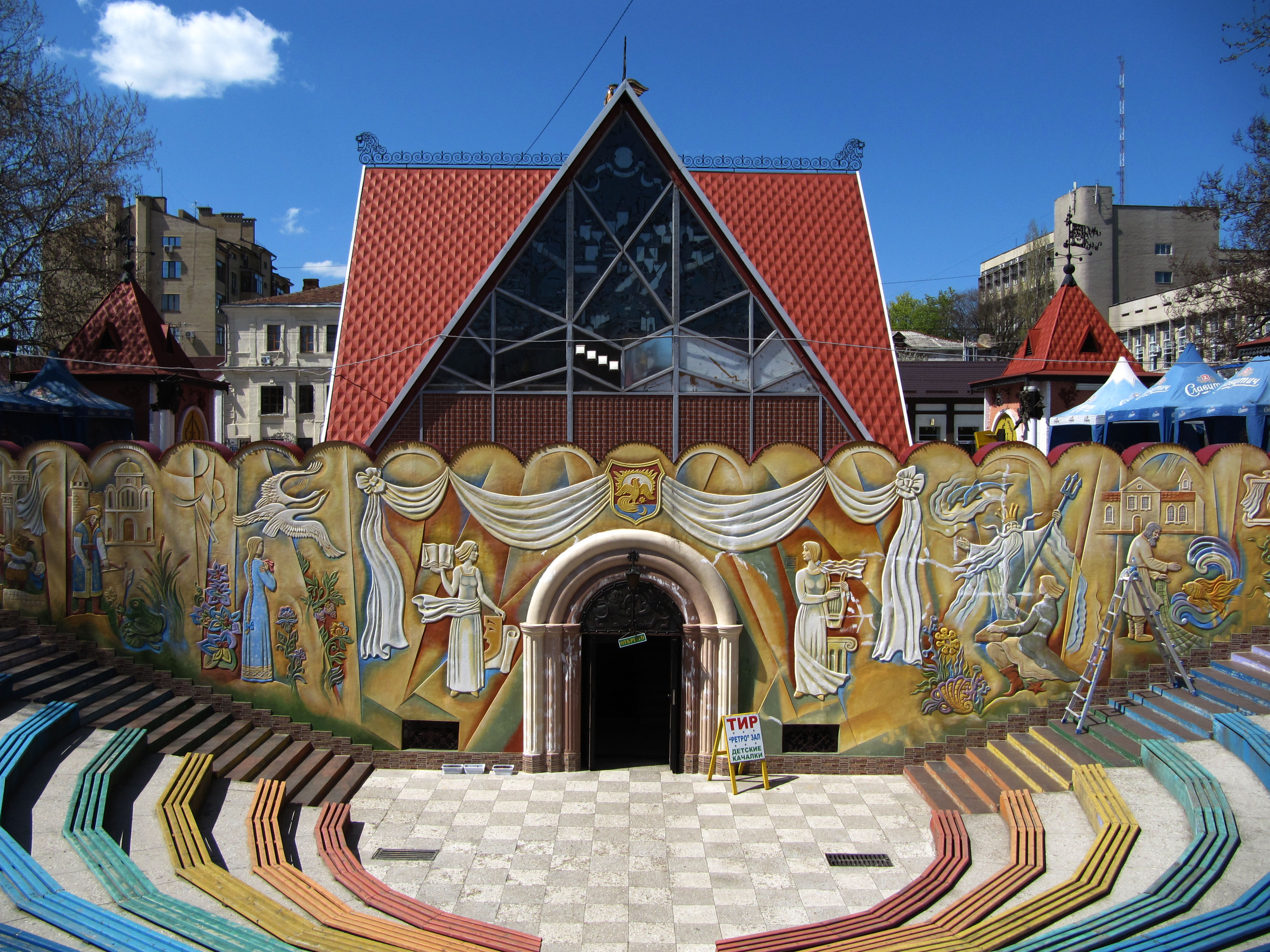
Казковий амфітеатр, барельєф
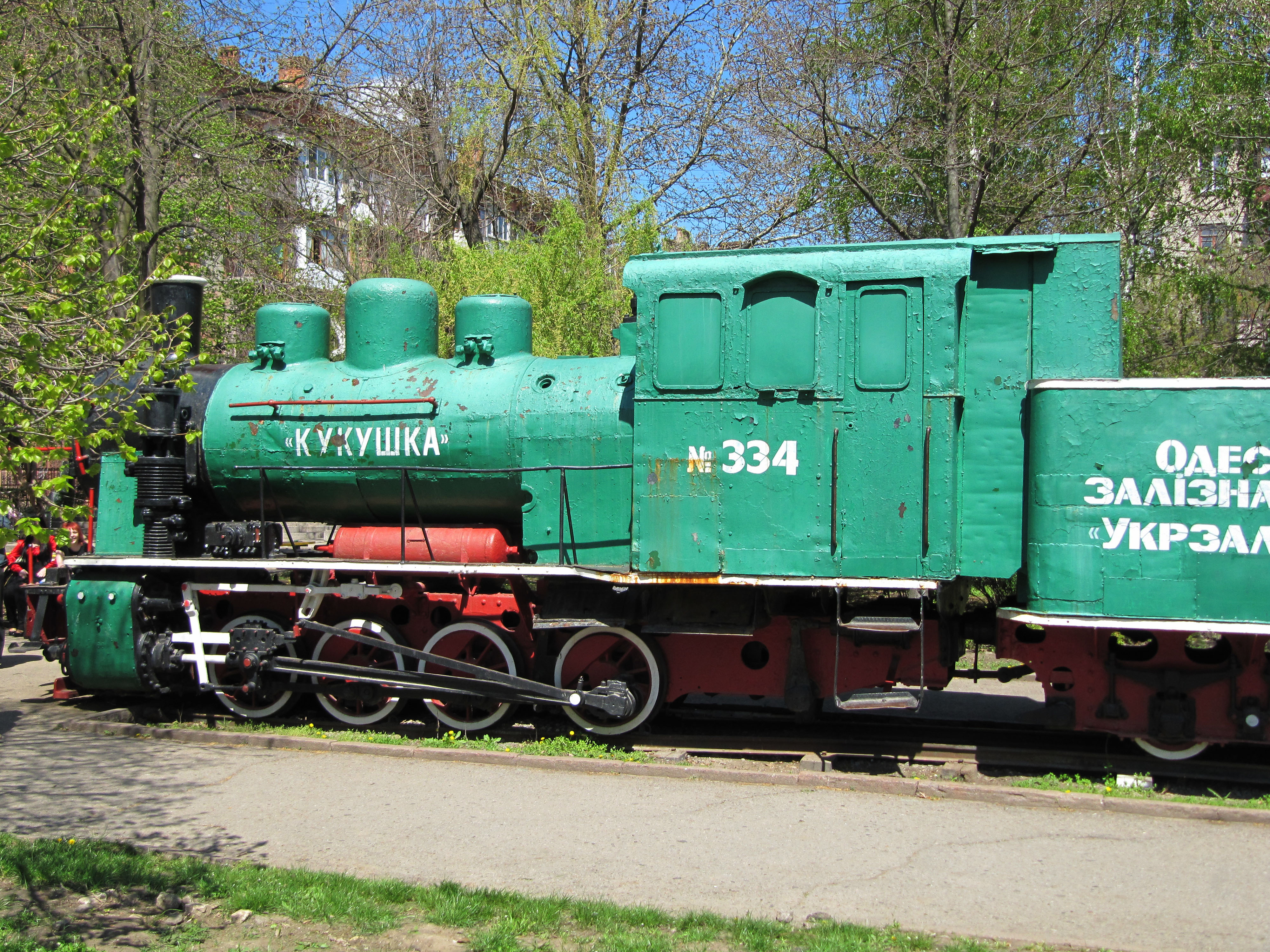
Паровоз «Зозуля»
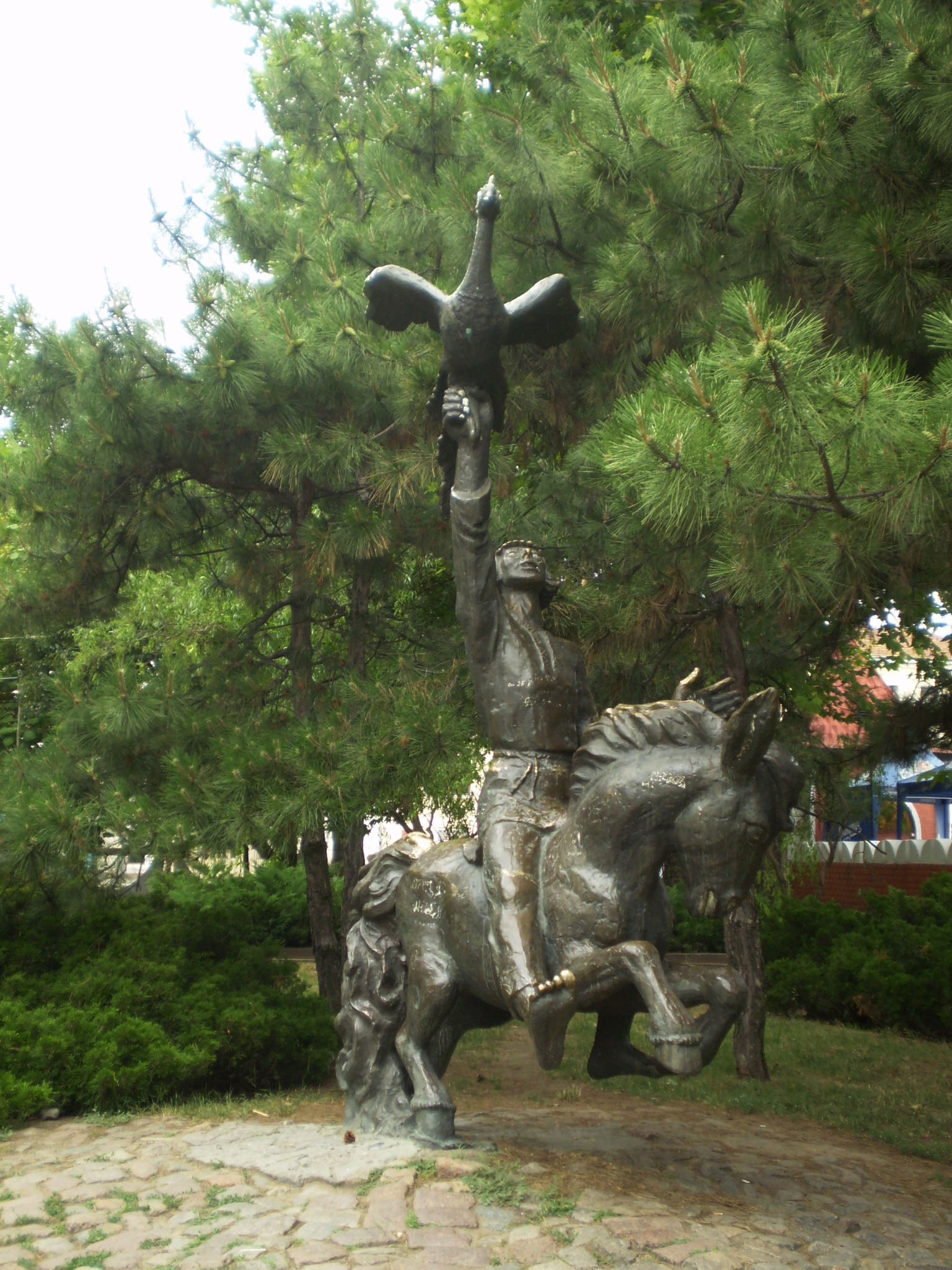
Скульптура Івана Дурника і коника-стрибунця
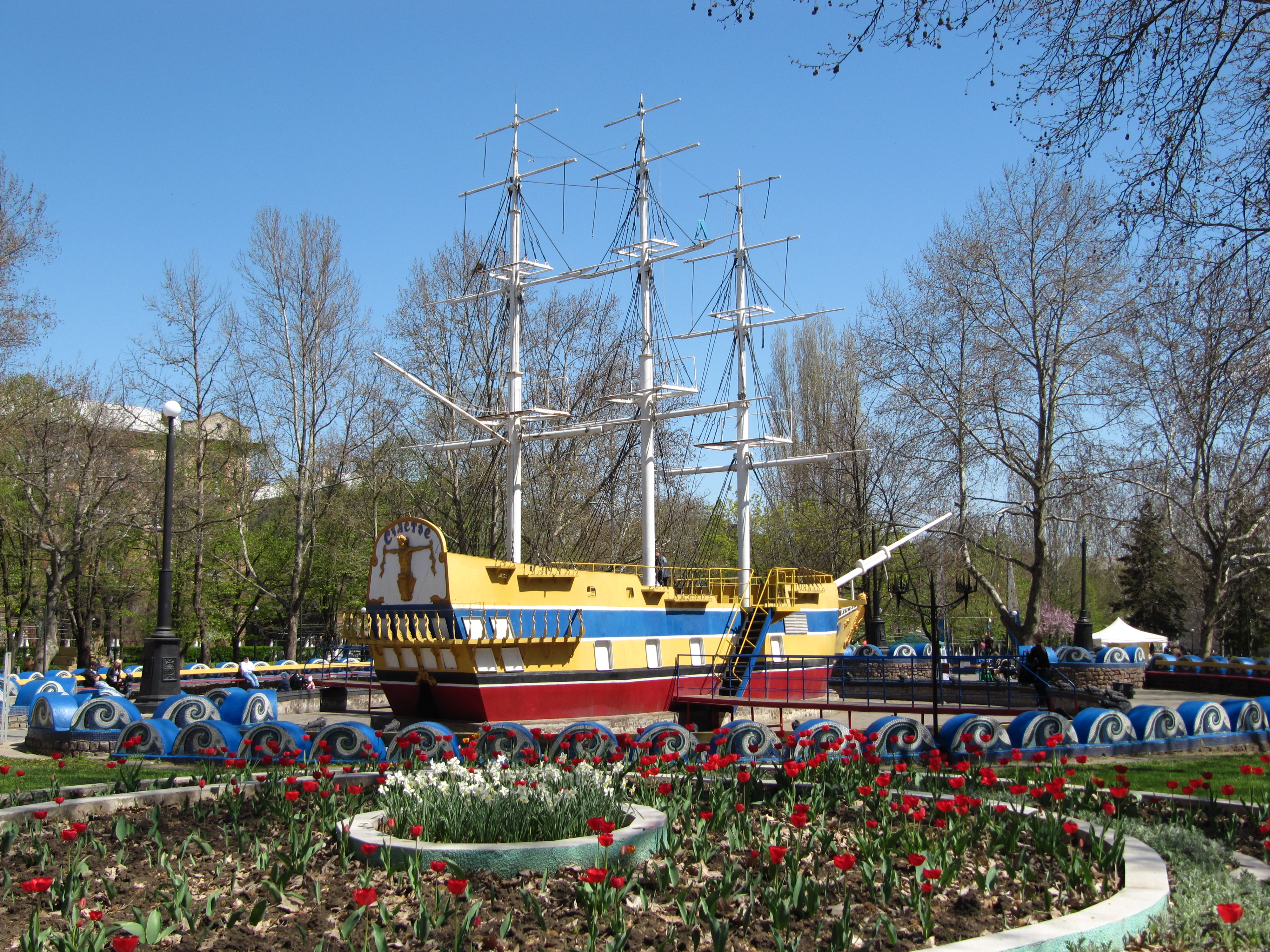
Казкова гавань, загальний вид
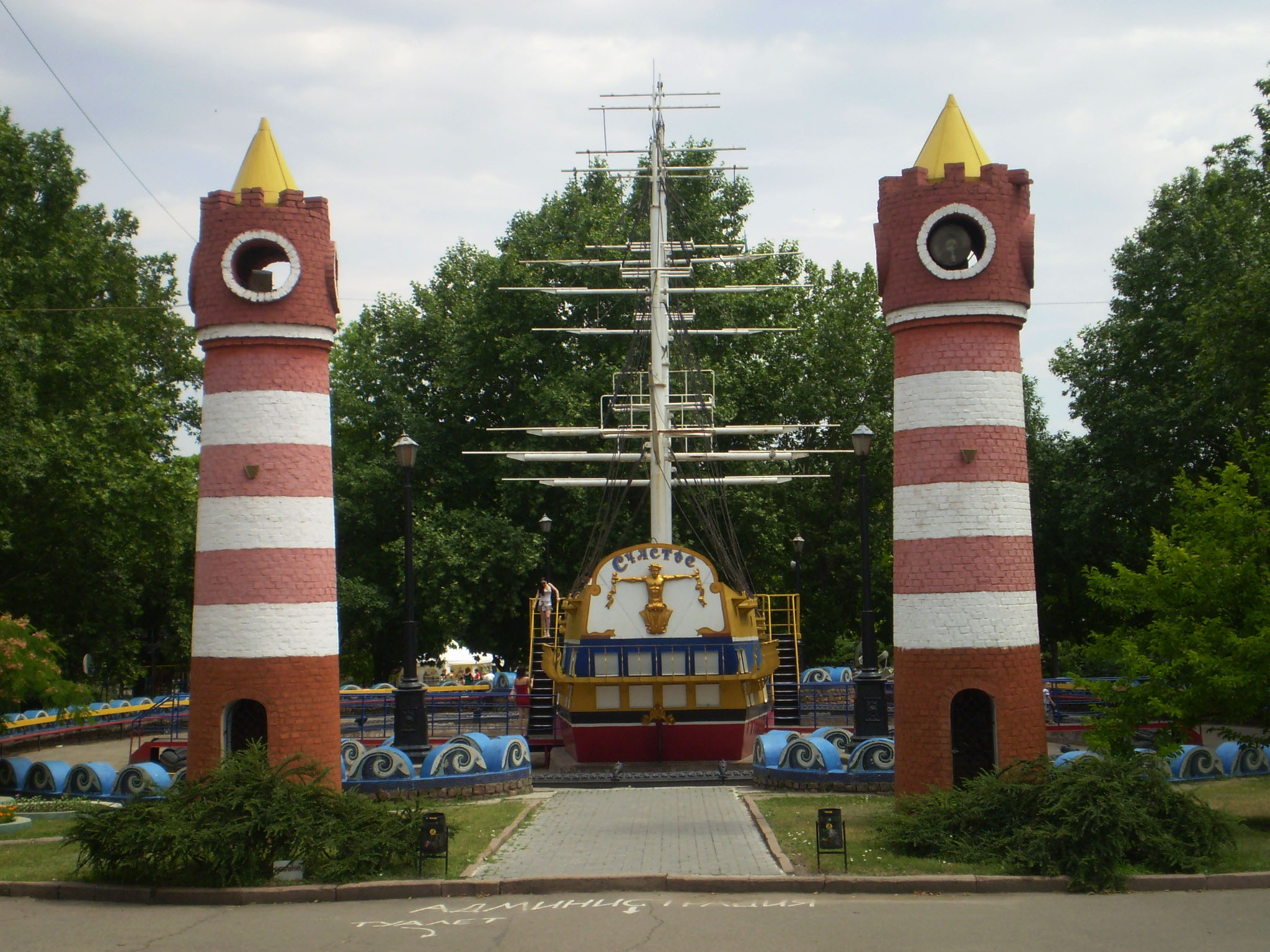
Казкова гавань, маяки і корма корабля
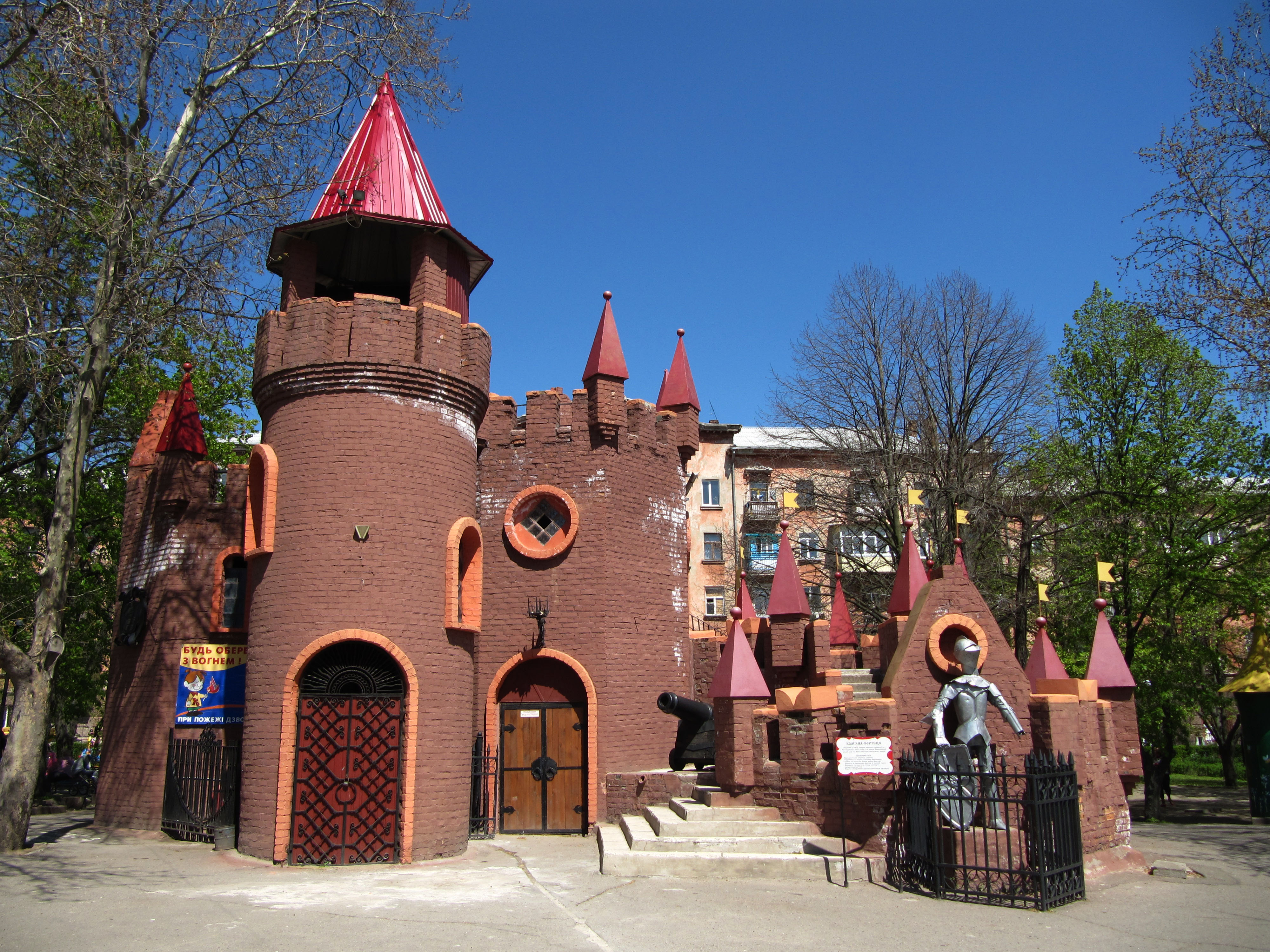
Кам'яний замок

## Відомі автори

### Загальне оформлення
- Металеві чекані композиції – Катілов Олександр Михайлович;
- Проєкт декоративного оформлення огорожі і центральних ворот – Стешин Юрій Тимофійович[5].

### Павільйон і виставковий амфітеатр
- Казкове мозаїчне панно (демонтоване) – Купцов Валерій Євдокимович;
- Казковий барельєф – Пахомов Володимир Григорович;
- Декоративні панно на стовпчиках амфітеатру – Озерний Михайло Іванович;
- Декоративна скульптура золотого півника – Катілов Олександр Михайлович;
- Вітражі «Стародавні міста» (демонтовані) – Купцов Валерій Євдокимович.

### Карусель «Лукомор'я»
- Скульптурна композиція «Лукомор'я» – Пахомов Володимир Григорович;

### Морська бухта і корабель «Буян»
- Проєкт оформлення бухти – Стешин Юрій Тимофійович[5].